# 2005-ös magyar teniszbajnokság
A 2005-ös magyar teniszbajnokság a százhatodik magyar bajnokság volt. A bajnokságot június 6. és 12. között rendezték meg Budaörsön, a Terra Parkban.

## Eredmények
| Versenyszám  | Arany                                                       | Arany | Ezüst                                          | Ezüst | Bronz                                                                                                | Bronz |
| ------------ | ----------------------------------------------------------- | ----- | ---------------------------------------------- | ----- | --- | ----- |
| Férfi egyéni | Pákai Norbert Tordas SE                                     |       | Krafcsik Tamás IDOM Team 2000 TSE              |       | Kellner Ádám IDOM Team 2000 TSENoszály Sándor Mivas SE                                               |       |
| Női egyéni   | Adankó Miljana MTK                                          |       | Antunovics Dunja Gellért SE                    |       | Borsányi Csilla Vasas SCRédecsi Anna Pécs 2000 TC                                                    |       |
| Férfi páros  | Fonó László, Ott Márton Mivas SE                            |       | Jancsó Miklós, Pákai Norbert Hód TC, Tordas SE |       | Gödry Botond, Nagy Zoltán IDOM Team 2000 TSELukács Dénes, Sauska Péter Hód TC, Fehérgyarmati TK      |       |
| Női páros    | Adankó Miljana, Berecz-Szatmári Kinga MTK, Zalaegerszegi TE |       | Borsányi Csilla, Molnár Eszter Vasas SC        |       | Habler Henrietta, Kiss Dóra Bp. Spartacus, Tabáni SpartacusMagas Dóra, Németh Tünde Zalaegerszegi TE |       |